# Arquidiocese de Los Angeles

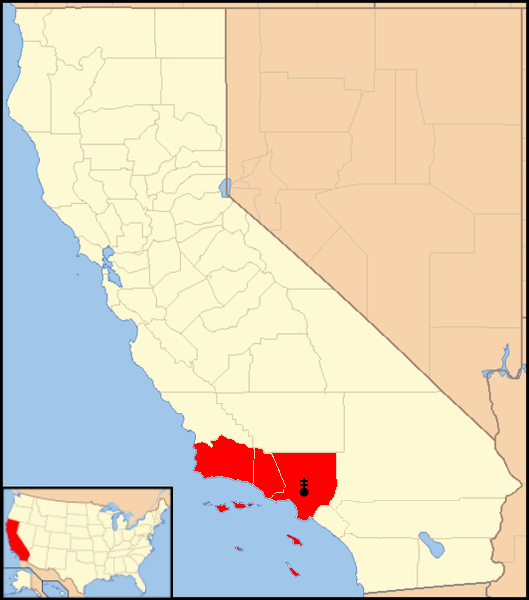
Arquidiocese de Los Angeles

A Arquidiocese de Los Angeles (Archidiœcesis Angelorum in California) é uma arquidiocese da Igreja Católica situada em Los Angeles, na Califórnia. É fruto da elevação da Diocese de Los Angeles-San Diego em 11 de julho de 1936. Seu atual arcebispo metropolita é José Horacio Gómez Velasco. Sua Sé é a Catedral de Nossa Senhora dos Anjos.
Possui 287 paróquias assistidas por 1144 párocos e cerca de 39,7% da sua população jurisdicionada é batizada.

## História
Em 7 de julho de 1859 a Diocese de Monterey tomou o nome da Diocese de Monterey-Los Angeles e em 1 de junho de 1922, após um grande aumento da população, a diocese foi dividida pela bula Romani Pontifices do Papa Pio XI, dando origem à Diocese de Monterey-Fresno (agora diocese de Monterey) e Los Angeles-San Diego.
A população sempre crescente logo levou a uma nova divisão da nova diocese e em 11 de julho de 1936 pela bula Ad spirituale christianae o Papa Pio XI deu origem a diocese de San Diego e ao presente local de Los Angeles pela bula Nimis amplas ecclesiasticas no mesmo dia foi elevado à categoria de arquidiocese metropolitana.

## Prelados
| #                     | Nome                                | Período    | Notas                                       |
| Arcebispos            | Arcebispos                          | Arcebispos | Arcebispos                                  |
| --------------------- | ----------------------------------- | ---------- | ------------------------------------------- |
| 5º                    | José Horacio Gómez Velasco          | 2011-atual |                                             |
| 4º                    | Roger Michael Cardeal Mahony        | 1985-2011  |                                             |
| 3º                    | Timothy Finbar Cardeal Manning †    | 1970-1985  |                                             |
| 2º                    | James Francis Cardeal McIntyre †    | 1948-1970  |                                             |
| 1º                    | John Joseph Cantwell †              | 1936-1947  |                                             |
| Arcebispo-coadjutores |                                     |            |                                             |
|                       | José Horacio Gómez Velasco          | 2010-2011  |                                             |
|                       | Timothy Finbar Manning              | 1969-1970  |                                             |
| Bispos-auxiliares     |                                     |            |                                             |
|                       | Albert Matta Bahhuth                | 2023-atual |                                             |
|                       | Matthew Gregory Elshoff, O.F.M.Cap. | 2023-atual |                                             |
|                       | Brian Alan Nunes                    | 2023-atual |                                             |
|                       | Slawomir Szkredka                   | 2023-atual |                                             |
|                       | Marc Vincent Trudeau                | 2018-atual |                                             |
|                       | Robert Emmet Barron                 | 2015-2022  | Nomeado Bispo de Winona-Rochester           |
|                       | Joseph Vincent Brennan              | 2015-2019  | Nomeado Bispo de Fresno                     |
|                       | David Gerard O'Connell              | 2015-2023  | Faleceu no cargo                            |
|                       | Alexander Salazar                   | 2004-2018  |                                             |
|                       | Oscar Azarcon Solis                 | 2003-2017  | Nomeado Bispo de Salt Lake City             |
|                       | Edward William Clark                | 2001-2022  |                                             |
|                       | Gerald Eugene Wilkerson             | 1997-2015  |                                             |
|                       | Gabino Zavala                       | 1994-2012  |                                             |
|                       | Thomas John Curry                   | 1994-2018  |                                             |
|                       | Joseph Martin Sartoris              | 1994-2002  |                                             |
|                       | Sylvester Donovan Ryan              | 1990-1992  | Nomeado Bispo de Monterey na Califórnia     |
|                       | Stephen Edward Blaire               | 1990-1999  | Nomeado Bispo de Stockton                   |
|                       | Carl Anthony Fisher, SSJ            | 1986-1993  |                                             |
|                       | Armando Xavier Ochoa                | 1986-1996  | Nomeado Bispo de El Passo                   |
|                       | George Patrick Ziemann              | 1986-1992  | Nomeado Bispo de Santa Rosa (na Califórnia) |
|                       | William Joseph Levada               | 1983-1986  | Nomeado Arcebispo de Portland no Oregon     |
|                       | Donald William Montrose             | 1983-1985  | Nomeado Bispo de Stockton                   |
|                       | Manuel Duran Moreno                 | 1976-1982  | Nomeado Bispo de Tucson                     |
|                       | Thaddeus Anthony Shubsda            | 1976-1982  | Nomeado Bispo de Monterey na Califórnia     |
|                       | William Robert Johnson              | 1971-1976  | Nomeado Bispo de Orange na Califórnia       |
|                       | Juan Alfredo Arzube                 | 1971-1993  |                                             |
|                       | Joseph Patrick Dougherty            | 1969-1970  |                                             |
|                       | John James Ward                     | 1963-1996  |                                             |
|                       | Alden John Bell                     | 1956-1962  | Nomeado Bispo de Sacramento                 |
|                       | Timothy Manning                     | 1946-1967  | Nomeado Bispo de Fresno                     |
|                       | Joseph Thomas McGucken              | 1941-1955  | Nomeado Bispo-coadjutor de Sacramento       |
| Bispo                 |                                     |            |                                             |
| 1º                    | John Joseph Cantwell †              | 1922-1936  |                                             |